# T-government
Il T-government è l'insieme dei servizi forniti dalle pubbliche amministrazioni o dagli enti privati, fruibili dall'utente tramite il mezzo televisivo, in particolare tramite la televisione digitale terrestre.
Tra i servizi rientrano: informazioni, richieste certificati anagrafici, pagamenti utenze (Imposta Comunale sugli Immobili, tasse, multe), servizi di partecipazione (es.sondaggi tv sull'operato delle pubbliche amministrazioni).
La piattaforma che si sta sviluppando in Italia è di tipo applicativo e conforme allo standard Multimedia Home Platform (MHP).